# Congrès international rom
 (mai 2024).
 (mai 2024).
La mise en forme du texte ne suit pas les recommandations de Wikipédia : il faut le « wikifier ».
Les points d'amélioration suivants sont les cas les plus fréquents :
- Les titres sont pré-formatés par le logiciel. Ils ne sont ni en capitales, ni en gras.
- Le texte ne doit pas être écrit en capitales (les noms de famille non plus), ni en gras, ni en italique, ni en « petit »…
- Le gras n'est utilisé que pour surligner le titre de l'article dans l'introduction, une seule fois.
- L'italique est rarement utilisé : mots en langue étrangère, titres d'œuvres, noms de bateaux, etc.
- Les citations ne sont pas en italique mais en corps de texte normal. Elles sont entourées par des guillemets français : « et ».
- Les listes à puces sont à éviter, des paragraphes rédigés étant largement préférés. Les tableaux sont à réserver à la présentation de données structurées (résultats, etc.).
- Les appels de note de bas de page (petits chiffres en exposant, introduits par l'outil «  Source ») sont à placer entre la fin de phrase et le point final[comme ça].
- Les liens internes (vers d'autres articles de Wikipédia) sont à choisir avec parcimonie. Créez des liens vers des articles approfondissant le sujet. Les termes génériques sans rapport avec le sujet sont à éviter, ainsi que les répétitions de liens vers un même terme.
- Les liens externes sont à placer uniquement dans une section « Liens externes », à la fin de l'article. Ces liens sont à choisir avec parcimonie suivant les règles définies. Si un lien sert de source à l'article, son insertion dans le texte est à faire par les notes de bas de page.
- La présentation des références doit suivre les conventions bibliographiques. Il est recommandé d'utiliser les modèles {{Ouvrage}}, {{Chapitre}}, {{Article}}, {{Lien web}} et/ou {{Bibliographie}}. Le mode d'édition visuel peut mettre en forme automatiquement les références.
- Insérer une infobox (cadre d'informations à droite) n'est pas obligatoire pour parachever la mise en page.

Pour une aide détaillée, merci de consulter Aide:Wikification.
Si vous pensez que ces points ont été résolus, vous pouvez retirer ce bandeau et améliorer la mise en forme d'un autre article.

Drapeau rom

Le Congrès international rom est une série de forums de discussion sur les questions relatives aux Roms dans le monde entier. En date de maintenant, il y a eu onze Congrès Mondiaux Romani. Parmi les principaux objectifs de ces congrès, il y a eu la standardisation de la langue romani, des améliorations en matière de droits civiques et d'éducation, la préservation de la culture romani, des réparations de la Seconde Guerre mondiale et la reconnaissance internationale des Roms en tant que minorité nationale d'origine indienne.

## Premier congrès international rom
Le premier Congrès Mondial Romani a été organisé en 1971 à Orpington, près de Londres, en Angleterre, Royaume-Uni, en partie financé par le Conseil Œcuménique des Églises et le gouvernement de l'Inde. Il a réuni 23 représentants de dix nations (Tchécoslovaquie, Finlande, Norvège, France, Grande-Bretagne, Allemagne, Hongrie, Irlande, Espagne et Yougoslavie) ainsi que des observateurs de Belgique, du Canada, de l'Inde et des États-Unis. Cinq sous-commissions ont été créées pour examiner les affaires sociales, l'éducation, les crimes de guerre, la langue et la culture. Lors du congrès, le drapeau vert et bleu de la conférence de 1933 de l'Association Générale des Tsiganes de Roumanie, orné du chakra rouge à seize rayons, a été réaffirmé comme emblème national du peuple romani, et la chanson Djelem, djelem a été adoptée comme hymne romani. L'usage du mot "Roma" (plutôt que des variantes de "tsigane") a également été accepté par une majorité de participants ; en conséquence, le Comité International des Tsiganes (fondé en 1965) a été rebaptisé Komiteto Lumniako Romano (Comité Rom International).

## Second congrès international rom
Le second congrès a lieu en avril 1978 à Genève en Suisse.Il regroupa 120 délégations venus de 26 pays. Les participants ont contribué à transformer le Comité International Rom en Union Romani Internationale .

## Troisième congrès international rom
Le troisième Congrès s'est tenu à Göttingen, en Allemagne de l'Ouest, en mai 1981, avec 600 délégués et observateurs venant de 28 pays. Les participants ont soutenu l'appel à ce que les Roms soient reconnus comme une minorité nationale d'origine indienne. Le Porajmos était un sujet majeur de discussion.

## Quatrième congrès international rom
En 1990, le quatrième Congrès s'est tenu à Serock, en Pologne, avec 250 délégués présents. Les sujets de discussion comprenaient les réparations de la Seconde Guerre mondiale, l'éducation, la culture, les relations publiques, la langue et une encyclopédie de la langue romani. Le Journée Internationale des Roms a également été officiellement déclaré le 8 avril, en l'honneur de la première réunion du Congrès Mondial Romani en 1971.

## Cinquième congrès international rom
Le cinquième Congrès Mondial Romani s'est tenu à Prague, en République Tchèque, en juillet 2000. Emil Ščuka a été élu président de l'Union Internationale Romani. Le Congrès a produit la Déclaration officielle de la nation romani non territoriale.

## Sixième congrès international rom
Le sixième Congrès s'est tenu à Lanciano, en Italie, les 8 et 9 octobre 2004, avec la participation de plus de 200 délégués de 39 pays. Les délégués ont choisi un nouveau président pour l'Union Internationale Romani (Stanisław Stankiewicz de Pologne) et un nouveau président du Parlement Mondial de l'UIR (Dragan Jevremovic d'Autriche). Un nouveau comité a été mis en place pour examiner les questions relatives aux femmes, aux familles et aux enfants.

## Septième congrès international rom
Le septième Congrès s'est tenu à Zagreb, en Croatie, en octobre 2008. Près de 300 délégués de 28 pays ont assisté à la réunion, lors de laquelle a été publié le Plan d'Action pour la Construction de la Nation Romani, un document qui détaillait les plans pour le développement du nationalisme romani et de sa représentation. Esma Redžepova a interprété l'hymne romani.

## Huitième congrès international rom
Le huitième Congrès s'est tenu à Sibiu, en Roumanie, en avril 2013. Environ 250 délégués de 34 pays ont assisté à la réunion.

## Neuvième congrès international rom
Le neuvième Congrès s'est tenu à Riga, en Lettonie, en août 2015. Environ 250 délégués de 25 pays ont participé à l'événement. 21 des 25 pays présents ont formé une Fédération pour s'attaquer aux problèmes affectant le peuple romani.

## Dixième congrès international rom
Le dixième Congrès s'est tenu à Skopje, en Macédoine du Nord, en mars 2016.

## Onzième congrès international rom
Le onzième Congrès s'est tenu à Berlin, en Allemagne, du 15 au 17 mai 2023.